# Henry Ryder (évêque)
Henry Dudley Ryder (21 juillet 1777 - 31 mars 1836 ) est un anglais issu de l'anglicanisme évangélique intronisé évêque au début du XIXe siècle. Il est le premier anglican évangélique à être élevé à l'épiscopat anglican . 

## Biographie
Il est le cinquième fils de Nathaniel Ryder (1er baron Harrowby), de son épouse Elizabeth Terrick, fille de Richard Terrick, évêque de Londres. Dudley Ryder (1er comte de Harrowby) et l'honorable Richard Ryder sont ses frères aînés. Il étudie au St John's College de Cambridge  et devient vicaire de Lutterworth et de Claybrook. Il est chanoine de Windsor en 1808. 
Il est successivement Évêque de Gloucester en 1815 et évêque de Lichfield et Coventry en 1824. Sa statue à genoux de Francis Leggatt Chantrey est dans la Cathédrale de Lichfield. 
John Henry Newman, dans Apologia Pro Vita Sua, parle de la vénération dans laquelle il a tenu Ryder,. 

## Famille
Il épouse Sophia, fille de Thomas March Phillips, en 1802. Leur deuxième fils, George Dudley Ryder, est le père du très révérend Henry Ignatius Dudley Ryder. Leur cinquième fils est l'amiral de la flotte, Sir Alfred Phillips Ryder (en). Leur sixième et plus jeune fils, Spencer Ryder, est l'ancêtre du soldat et homme politique Robert Ryder (en). Il décède en mars 1836, à l'âge de 58 ans. Sa femme est décédée en août 1862. 

## Commémoration
Après sa mort, un médaillon en bronze est publié: 

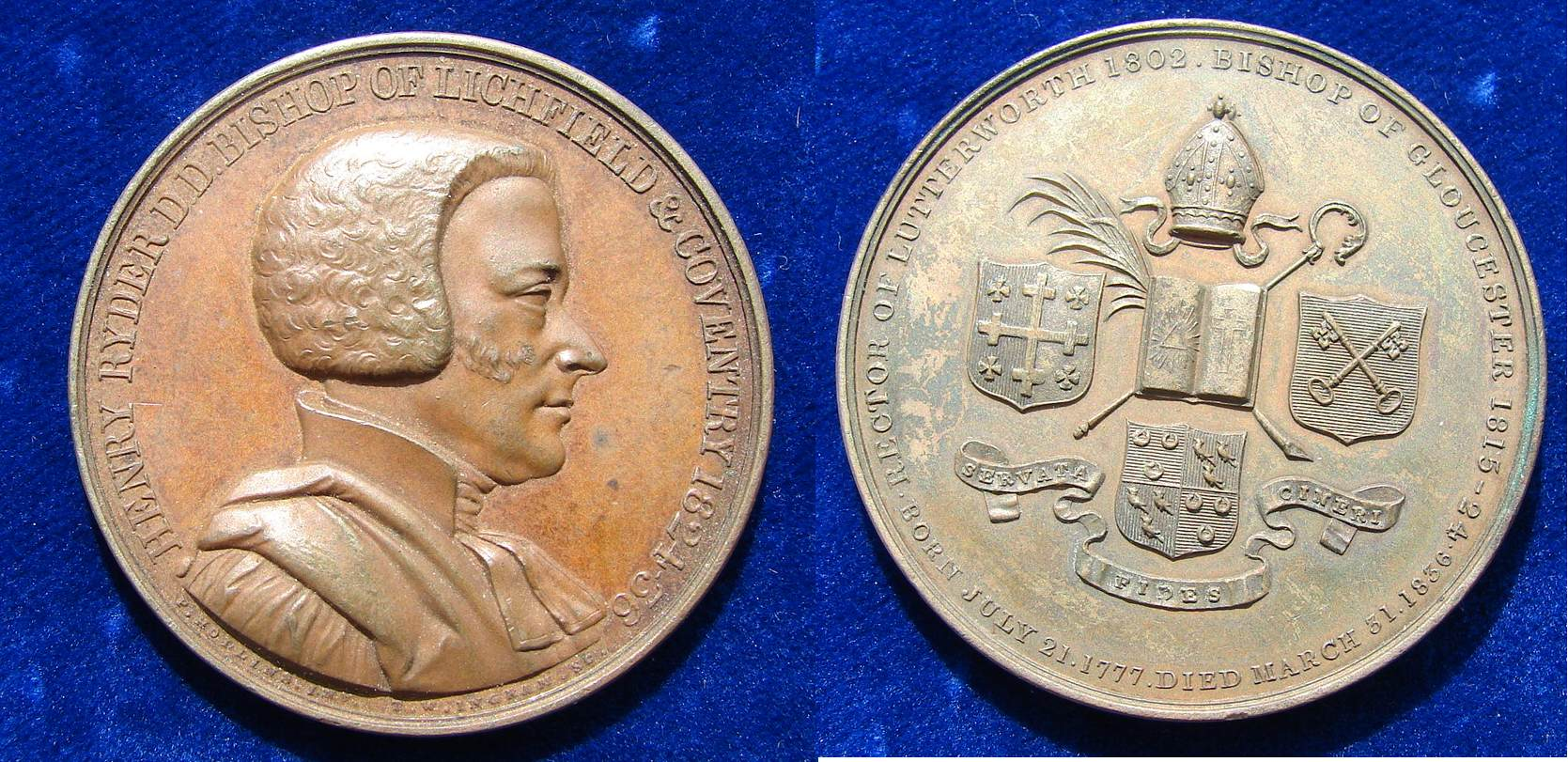
Médaille de bronze 1836 en l'honneur de Mgr Henry Dudley Ryder par Thomas Wells Ingram, Birmingham